# Manilkara longistyla
Manilkara longistyla là một loài thực vật có hoa trong họ Hồng xiêm. Loài này được (De Wild.) C.M.Evrard mô tả khoa học đầu tiên năm 1967.